# Santa Llúcia de la Rubiola
Santa Llúcia és una capella al nucli de la Rubiola (Anoia) al costat de la casa de Can Riera inclosa a l'Inventari del Patrimoni Arquitectònic de Catalunya.

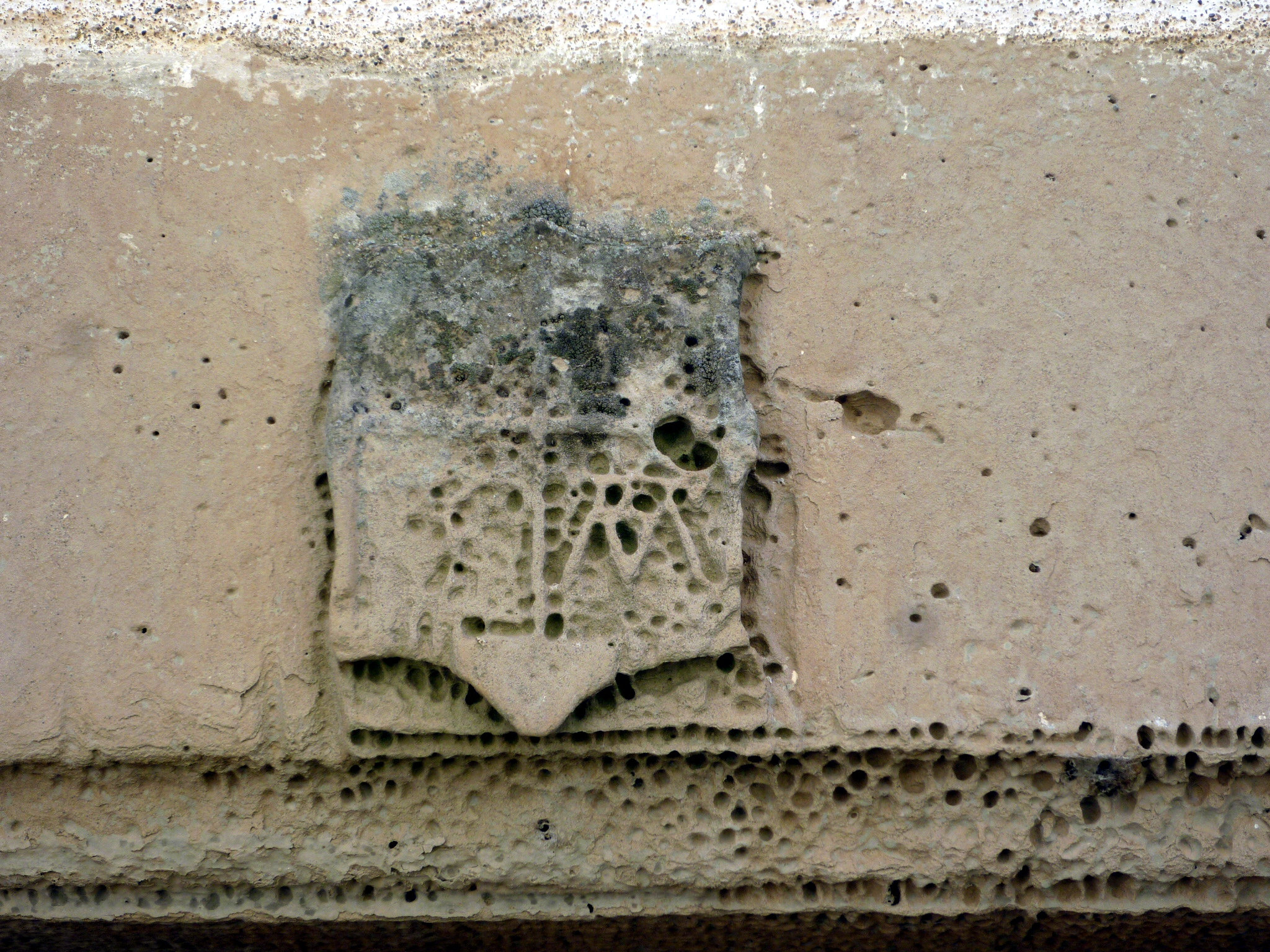
Escut de la llinda de la porta

Era la capella particular sufragània de l'església de Sant Pere de Montfalcó. Petit edifici de planta rectangular amb una petita capella, de planta quadrada, adossada al mur de migdia. Té un campanaret d'espadanya simple sobre el mur de ponent i un portal de pedra ben treballada amb un escut esculpit a la llinda monolítica.